# لويس ماريا أوريبي
لويس ماريا دي أوريبي إيشيفاريا (17 أكتوبر 1906 - 18 نوفمبر 1994)، الملقب بفوليا، لاعب كرة قدم إسباني لعب كمهاجم لنادي ريال مدريد وأتلتيك بلباو. كان عضوًا في فريق بلباو العظيم تحت قيادة فريد بنتلاند الذي فاز بلقبين للدوري وثلاثة ألقاب لكأس ملك إسبانيا في أوائل الثلاثينيات.
وهو والد لاعب كرة القدم السابق في نادي أتليتيك بلباو إجناسيو أوريبي.

## مسيرة اللعب

### ريال مدريد
وُلِد لويس في 17 أكتوبر 1906 في أوردوليز، بسكاي. عندما أنهى دراسته الثانوية انتقل إلى مدريد في عام 1924، في سن 18 عامًا، لدراسة الطب، واستقر في منزل داخلي. أثناء وجوده في العاصمة، انضم إلى صفوف نادي سوسيداد جيمناستيكا قبل أن يوقع معه ريال مدريد. كان لاعبًا هاويًا تمامًا وتزامن ذلك مع وصول أول لاعب محترف إلى مدريد: خوسيه ماريا بينيا. في ربع نهائي كأس ملك إسبانيا عام 1927، سجل هدفًا واحدًا في فوز 4-1 على سي إي أوروبا، لكن الفريق خسر في الدور نصف النهائي أمام ريال يونيون.
وفي المجمل، سجل 60 هدفًا في 57 مباراة تنافسية فقط، بما في ذلك 24 هدفًا في 26 مباراة كأس بين عامي 1926 و1929. غادر مدريد في عام 1929، وهو نفس العام الذي تأسس فيه دوري الدرجة الأولى الوطني، حيث لعب لويس مباراة واحدة فقط مع الفريق الأبيض، في 16 يونيو 1929 في فوز 2-0 ضد نادي أريناس كلوب دي جيتشو.

### أتليتيك بلباو
وبعد أن أنهى دراسته في عام 1929، عاد لويس إلى إقليم الباسك، حيث انضم إلى صفوف نادي أتليتيك بلباو التابع لفريد بنتلاند. كان عضوًا في الفريق الذي فاز بلقبين للدوري وثلاثة ألقاب لكأس الملك بين عامي 1930 و1934 تحت قيادة بنتلاند؛ ومع ذلك، لم يلعب دورًا رئيسيًا في هذه الانتصارات بسبب وجود مهاجمين موهوبين آخرين يعتبرون من بين الأفضل في تاريخ النادي (لافوينتي، خوسيه إيراراجوري، تشيري الثاني، باتا وجييرمو جوروستيزا). على سبيل المثال، في عامه الأول، لعب مباراتين فقط في بطولة المناطق، دون المشاركة في الدوري أو الكأس. على الرغم من أنه لم يكن لاعبًا أساسيًا بارزًا، فقد حصل على فرصة البدء (كلاعب خط وسط) في نهائي عام 1932، مما ساعد فريقه على الفوز 1-0 على نادي برشلونة.
وفقًا لابنه، كان لويس "البطاقة البرية للفريق عندما كان أحد اللاعبين الأساسيين غائبًا"، وعندما أتيحت له الفرصة، كان غالبًا ما يُظهر صفاته وقوته في التسديد. على سبيل المثال، في 14 ديسمبر 1930، ظهر لأول مرة في الدوري الإسباني مع فريق بلباو، وسجل هدفين في ديربي الباسك ضد ريال سوسيداد ليساعد فريقه على الفوز 6-1. وفي المجمل، سجل 26 هدفًا في 43 مباراة فقط، بما في ذلك ثلاثية في آخر مباراة له في الدوري، في 12 نوفمبر 1933، ضد ريال بيتيس.

## الأوسمة
ريال مدريد
- مركز كامبيوناتو الإقليمي : 1927، 1929

النادي الرياضي
- الدوري الإسباني : 1930–31، 1933–34
- كأس الملك : 1931، 1932، 1933
- بطولة بيسكاي : 1931، 1932، 1933، 1934

## روابط خارجية
- لويس ماريا أوريبي على موقع Athletic-club.eus
- لويس ماريا أوريبي في كرة القدم في بي دي